# Rogberga-Öggestorps församling
Rogberga-Öggestorps församling är en församling inom Södra Vätterbygdens kontrakt i Växjö stift inom Svenska kyrkan och ligger i Jönköpings kommun. Församlingen utgör ett eget pastorat. 
Församlingskyrkor är Rogberga kyrka och Öggestorps kyrka.

## Administrativ historik
Församlingen bildades 2006 av Rogberga församling och Öggestorps församling.